# Lepidonotothen
Genre
Lepidonotothen est un genre de poissons.

## Liste d'espèces
Selon BioLib (16 octobre 2017) :
- Lepidonotothen larseni (Lönnberg, 1905)
- Lepidonotothen squamifrons (Günther, 1880)

Selon Catalogue of Life (16 octobre 2017) et FishBase (16 octobre 2017) :
- Lepidonotothen squamifrons (Günther, 1880)

Selon ITIS (16 octobre 2017) et World Register of Marine Species (16 octobre 2017) :
- Lepidonotothen larseni (Lönnberg, 1905)
- Lepidonotothen mizops (Günther, 1880)
- Lepidonotothen nudifrons (Lönnberg, 1905)
- Lepidonotothen squamifrons (Günther, 1880)

Selon NCBI (16 octobre 2017) :
- Lepidonotothen kempi
- Lepidonotothen larseni
- Lepidonotothen mizops
- Lepidonotothen nudifrons
- Lepidonotothen squamifrons